# هانسونبی
هانسونبی (به انگلیسی: Hunsonby) یک محله مدنی و روستا در بریتانیا است که در منطقه ادن واقع شده‌است. هانسونبی ۳۸۸ نفر جمعیت دارد.